# Deja Vu (SS501)
Deja Vu (데자뷰?) è un EP della boy band sudcoreana SS501, pubblicato il 13 marzo 2008 per il mercato coreano.

## Tracce
1. Deja Vu (데자뷰)
2. A Song Calling for You (널 부르는 노래)
3. Destiny